# Генрик Кукер
Генрик Єжи Кукер (пол. Kukier Henryk Jerzy; 1 січня 1930 — 5 грудня 2020) — польський боксер, чемпіон (1953) та бронзовий призер (1955) чемпіонату Європи. Заслужений майстер спорту.

## Біографія
Народився 1 січня 1930 року в місті Люблін однойменного воєводства.
Шестиразовий чемпіон Польщі (1953–1957, 1960). Чемпіон Європи 1953 року та бронзовий призер чемпіонату Європи 1955 року.
Тричі брав участь у літніх Олімпійських іграх (1952, 1956, 1960), проте кожного разу поступався у першому ж поєдинку.
По закінченні боксерської кар'єри став тренером.

## Нагороди
Нагороджений лицарським хрестом ордена Відродження Польщі. Заслужений майстер спорту. Лауреат премії імені Александра Рекщи (2000).